# Wilhelmus Jacobus Johannes Offenberg

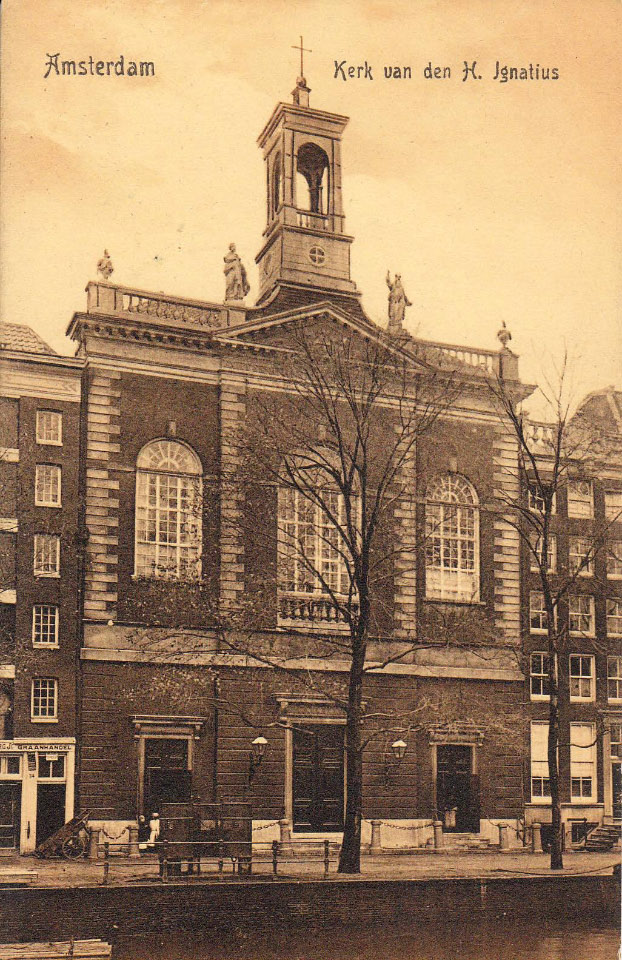
De voormalige Zaaierkerk in Amsterdam

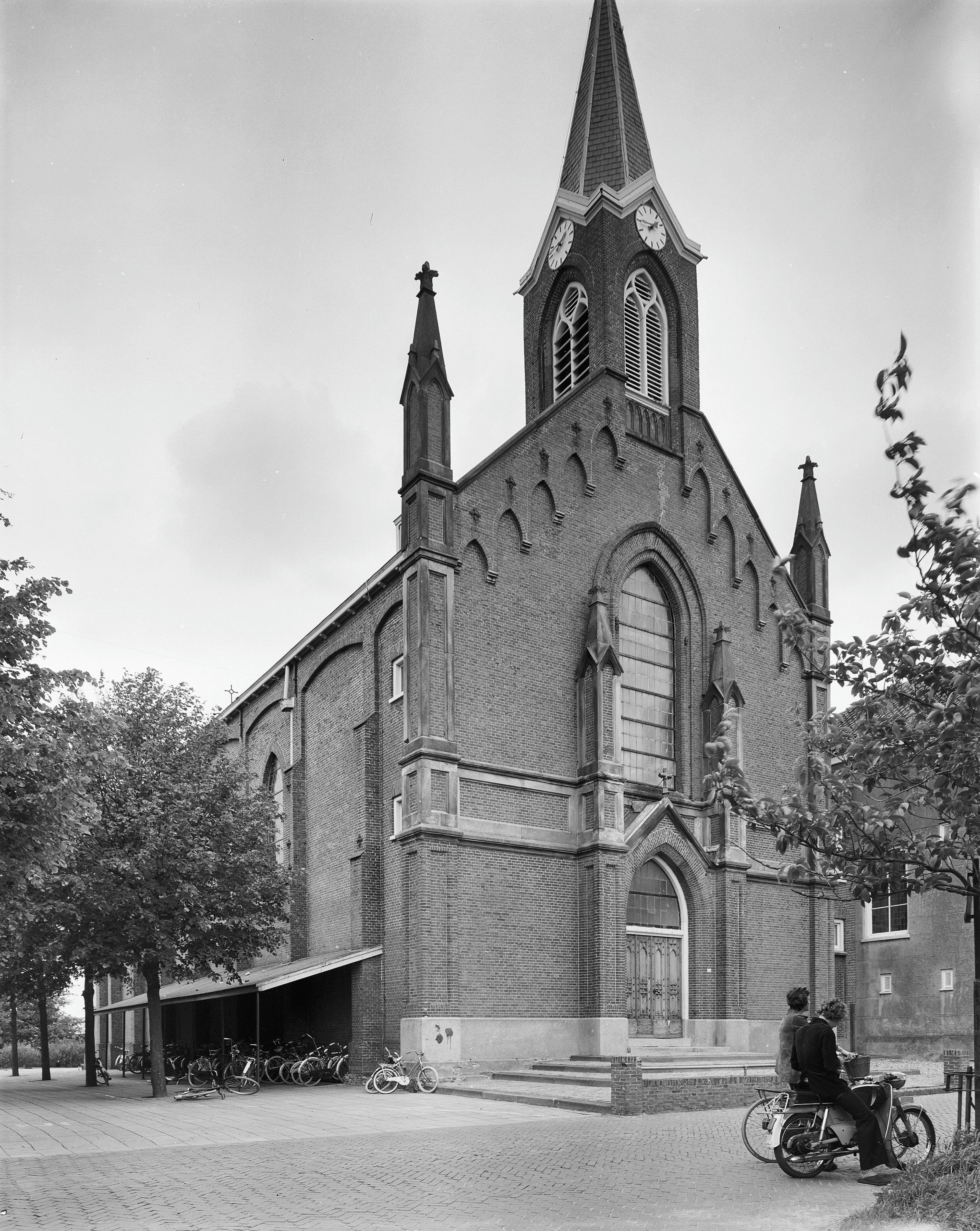
De St.Bonifatius in De Rijp

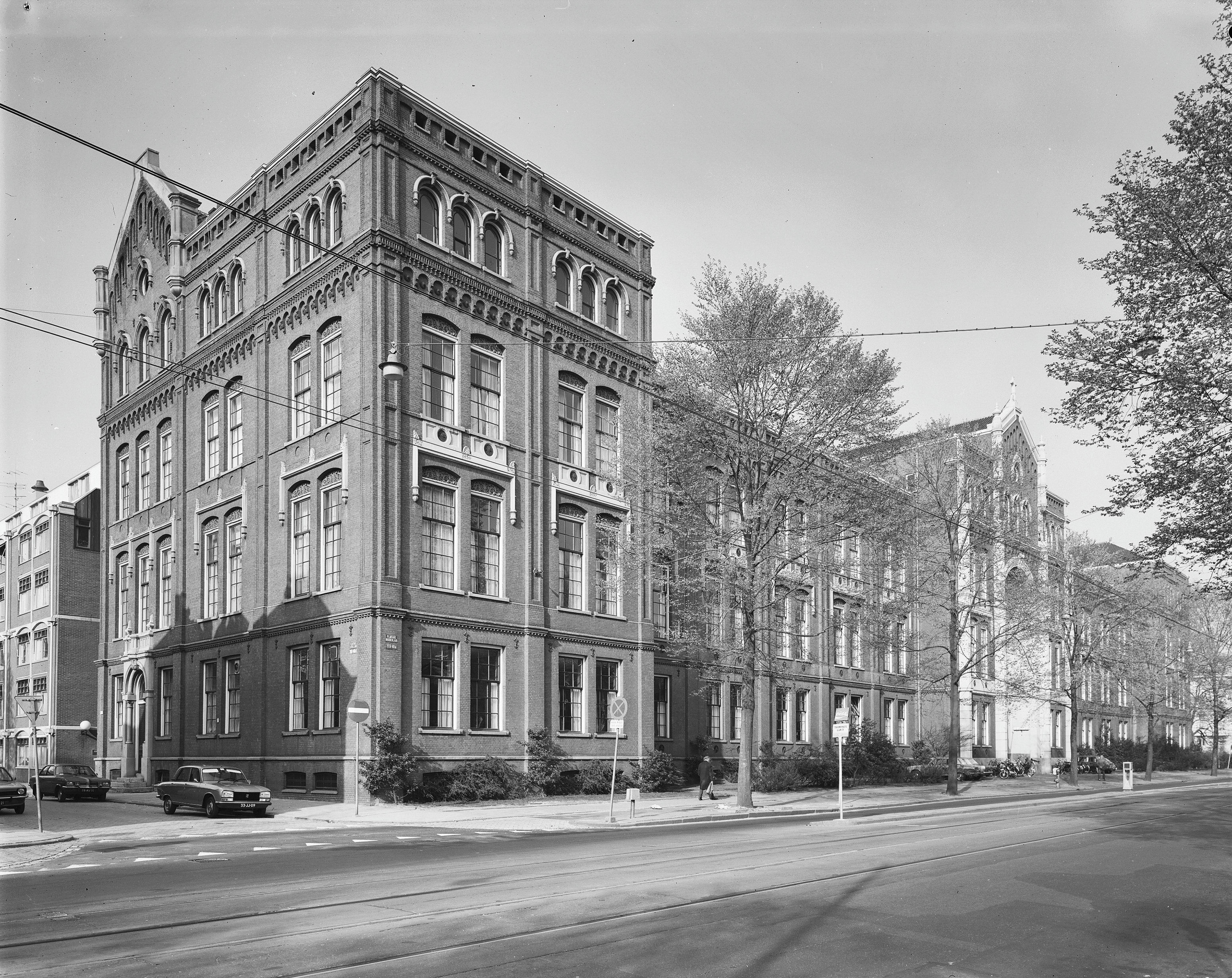
Het voormalige St.Jacobsgesticht in Amsterdam

Wilhelmus Jacobus Johannes Offenberg (Renkum, 26 maart 1812 - Amsterdam, 4 mei 1873) was een rooms-katholieke Nederlandse timmerman, makelaar en architect.

## Familie
Offenberg was de zoon van de bierbrouwer Willem Offenberg en Rudolphia Frederica Staring. Hij huwde op 25 mei 1837 in Amsterdam met Catharina Hendrica van Straaten (1813-1862), de dochter van de Amsterdamse makelaar en architect Johannes van Straaten (1781-1858), bij wie hij vier kinderen kreeg.

## Levensloop
Offenberg was van 1836 tot 1863, als opvolger van Hendrik Springer, als assistent van directeur Martinus Gerardus Tétar van Elven docent aan de Koninklijke Academie voor Beeldende Kunsten in Amsterdam, waar hij ook zelf zijn opleiding had genoten; uit die tijd is een ontwerp voor een korenbeurs bewaard gebleven (1833).
In 1842 was Offenberg samen met zijn schoonvader Van Straaten een van de oprichters van de Maatschappij tot Bevordering der Bouwkunst. In 1848 won hij de jaarlijkse prijsvraag, ditmaal met als onderwerp een 'schouwburg voor eene groote stad'.

## Kerkbouw
Samen met Van Straaten bouwde hij de neoclassicistische St.Ignatiuskerk (De Zaaier) aan de Amsterdamse Keizersgracht (1835-1837), die na de sluiting in 1929 tot een pakhuis werd verbouwd en zijn torentje verloor.
Aansluitend maakten beiden mogelijk op basis van eerdere plannen van stadsarchitect Jan de Greef uit ca.1828 voor een katholieke kathedraal op de Nieuwmarkt een eigen ontwerp voor de Mozes en Aäronkerk (St.Antonius van Padua). Deze kerk zou tussen 1837 en 1841 naar ontwerp van Tieleman Franciscus Suys aan het huidige Waterlooplein verrijzen. Van Straaten fungeerde bij de bouw als opzichter.
Voor de St.Petrus en Pauluskerk (De Papegaai) in de Kalverstraat ontwierp Offenberg rond 1855 de omlijstingen van de door Carel Frans Philippeau geschilderde kruiswegstaties.
Later bouwde Offenberg de St.Bonifatius in De Rijp (1860-1863), die hij nog samen met zijn inmiddels al overleden schoonvader ontworpen zou hebben; in 1866 verrees naar zijn ontwerp eveneens de bijbehorende pastorie. Later publiceerde hij de bouwtekeningen als een 'Ontwerp voor eene dorpskerk voor de Roomsch-Katholieke eeredienst'.

## Profaan werk
Zijn belangrijkste profane bouwwerk was het in 1983 gesloopte katholieke St.Jacobsgesticht aan de Plantage Middenlaan in Amsterdam (1866), een belangrijk voorbeeld van eclecticisme, dat tot stand kwam na een mislukte prijsvraag (1860) waarbij Offenberg in de jury had gezeten. Bij de bouw werd hij als hoofdopzichter geassisteerd door Theodoor Asseler. De bouwtekeningen zouden na zijn dood in de Bouwkundige Bijdragen worden gepubliceerd.
Ook bouwde Offenberg in Amsterdam de Armenbewaarschool aan de Rapenburgerstraat (1862, in 1890 door Gerlof Bartholomeus Salm verbouwd), het Nederlands-Israëlitisch Krankzinnigengesticht aan de Nieuwe Keizersgracht (1865) en twee woonhuizen op het Frederiksplein (1869, 1960 gesloopt).